# Rüdiger Kniep
Rüdiger Kniep (* 2. Mai 1945 in Straubing; † 26. Oktober 2024) war ein deutscher Chemiker.

## Leben und Werk
Kniep studierte bis 1971 Chemie und Mineralogie an der TU Braunschweig. Er war wissenschaftlicher Mitarbeiter am Max-Planck-Institut für Festkörperforschung in Stuttgart, die Promotion erfolgte an der TU Braunschweig 1973. Nach einem Post-Doc Aufenthalt folgte eine Anstellung beim Institut für Anorganische Chemie an der Universität Düsseldorf, wo er sich habilitierte. Dort wurde er 1980 zum Professor ernannt. 1987 nahm er einen Ruf an die TU Darmstadt an, wo er das Eduard-Zintl-Institut für Anorganische Chemie leitete. Von 1998 bis zu seiner Emeritierung 2012 war Kniep Direktor am Max-Planck-Institut für Chemische Physik fester Stoffe in Dresden.
Der Schwerpunkt seiner wissenschaftlichen Arbeit lag in der Festkörperchemie und der Biomineralisation. Aus seinem Umfeld sind eine Reihe von akademischen Schülern hervorgegangen, zu denen auch der Industriechemiker und spätere Professor Gerhard Pfaff gehört.
Rüdiger Kniep verstarb am 26. Oktober 2024.